# (33970) 2000 NC14
2000 NC14 (asteroide 33970) é um asteroide da cintura principal. Possui uma excentricidade de 0.09875330 e uma inclinação de 9.66153º.
Este asteroide foi descoberto no dia 5 de julho de 2000 por LONEOS em Anderson Mesa.